# Sender Pfaffenberg
Der Sender Pfaffenberg ist eine Sendeanlage des Bayerischen Rundfunks für UKW und digitales Fernsehen (DVB-T) auf dem Pfaffenberg (Gemarkung Oberbessenbach).

## Bauwerk

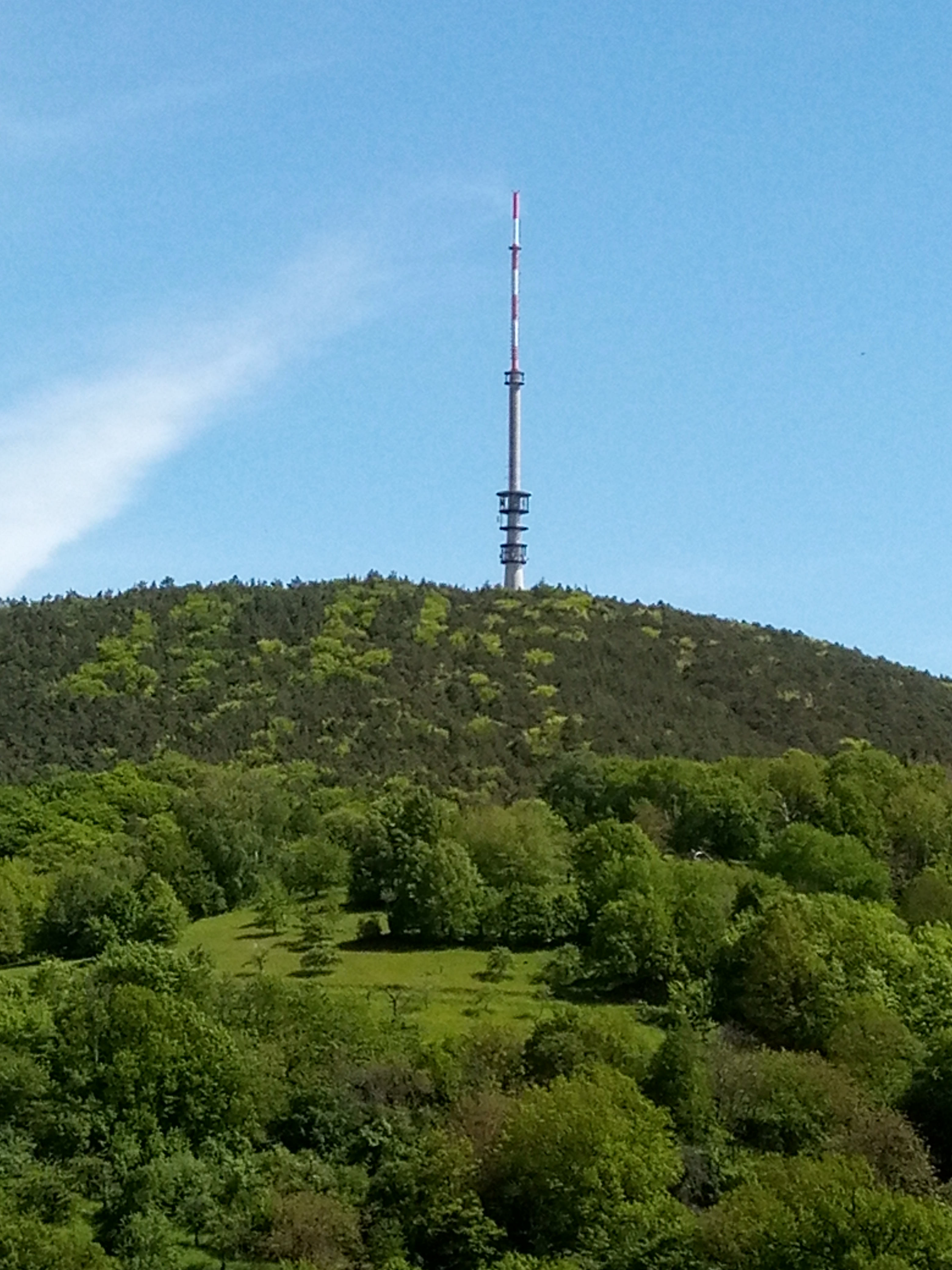
Sender Pfaffenberg von der Altmannshöhe aus fotografiert

1953 wurde als Antennenträger ein 50 Meter hoher freistehender Stahlfachwerkturm gebaut, der 1968 durch einen 181 Meter hohen abgespannten Stahlrohrmast ersetzt wurde.
Zur Einführung von DVB-T am Standort Pfaffenberg hat der Bayerische Rundfunk in den Jahren 2007 bis 2008 einen neuen, 176,05 Meter hohen Turm errichtet. Im Zuge der Vorbereitung wurde der Stahlfachwerkturm von 1953 demontiert. Die neue Anlage besteht aus einem etwa 110 Meter hohen Betonfuß, einem darauf aufsetzenden etwa 47 Meter hohen Stahlrohr und einem rund 17 Meter hohen GFK-Zylinder zur Aufnahme der DVB-T-Antennen an der Spitze. Ebenso werden die Hörfunkprogramme dann auch von diesem Turm abgestrahlt. Einen ähnlichen Antennenträger, wie der hier errichtete, baute der BR bereits 1998 am Standort Hohe Linie bei Regensburg. Der Stahlrohrmast wurde am 16. April 2010 gesprengt.

## Frequenzen und Programme

### Analoges Radio (UKW)
Beim Antennendiagramm sind im Falle gerichteter Strahlung die Hauptstrahlrichtungen in Grad angegeben. In UKW werden folgende Programme ausgestrahlt:
| Frequenz (in MHz) | Programm       | RDS PS            | RDS PI               | Regionalisierung | ERP (in kW) | Antennendiagramm rund (ND)/gerichtet (D) | Polarisation horizontal (H)/vertikal (V) |
| ----------------- | -------------- | ----------------- | -------------------- | ---------------- | ----------- | ---------------------------------------- | ---------------------------------------- |
| 95,6              | Bayern 1       | BAYERN_1 B1_Main_ | D711 (regional) D311 | Mainfranken      | 25          | ND                                       | H                                        |
| 88,4              | Bayern 2       | Bayern_2          | D312                 | -                | 25          | ND                                       | H                                        |
| 93,4              | Bayern 3       | BAYERN_3          | D313                 | –                | 25          | ND                                       | H                                        |
| 98,0              | BR-Klassik     | BR-KLASS          | D314                 | –                | 2           | D (40°-130°, 200°-0°)                    | H                                        |
| 106,4             | BR24           | BR24____          | D315                 | –                | 25          | ND                                       | H                                        |
| 103,0             | Antenne Bayern | ANTENNE_          | D318                 | -                | 25          | ND                                       | H                                        |

### Digitales Radio (DAB)
DAB wird in vertikaler Polarisation und im Gleichwellenbetrieb mit anderen Sendern ausgestrahlt.
| Block                       | Programme (Datendienste) | ERP (kW) | Antennen- diagramm rund (ND), gerichtet (D) | Polarisation horizontal (H)/ vertikal (V) | Gleichwellennetz (SFN) |
| --------------------------- | --- | -------- | ------------------------------------------- | ----------------------------------------- | --- |
| 5C DRDeutschland (D__00188) | DAB+ Block der Media Broadcast: - Absolut relax (72 kbps) - Dlf (104 kbps) - Dlf Kultur (112 kbps) - Dlf Nova (104 kbps) - DRadio DokDeb (48 kbps) - Energy Digital (72 kbps) - ERF Plus (64 kbps) - Klassik Radio (72 kbps) - Radio Bob (72 kbps) - Radio Horeb (48 kbps) - Radio Schlagerparadies (64 kbps) - Schwarzwaldradio (64 kbps) - sunshine live (72 kbps) - DRadio Daten (32 kbps Daten) - EPG Deutschland (16 kbps Daten) - TPEG (16 kbps Daten) - TPEG_MM (16 kbps Daten) | 10       | ND                                          | V                                         | - Baden-Württemberg: Aalen, Baden-Baden (Fremersberg), Bad Mergentheim, Blauen, Brandenkopf, Donaueschingen, Feldberg im Schwarzwald, Freiburg (Vogtsburg-Totenkopf), Geislingen (Oberböhringen), Großerlach (Hohe Brach), Heidelberg (Königstuhl), Heilbronn (Schweinsberg), Hochrhein (Rickenbach), Hornisgrinde, Pforzheim (Schömberg-Langenbrand), Raichberg, Ravensburg (Höchsten), Reutlingen, Stuttgart (Frauenkopf), Ulm (Kuhberg) - Bayern: Amberg (Hirschau), Aschaffenburg (Pfaffenberg), Augsburg (Hotelturm), Bad Tölz (Gaißach), Bamberg (Geisberg), Büttelberg, Brotjacklriegel, Dillberg, Grünten, Herzogstand, Hochberg (Traunstein), Hoher Bogen, Inntal (Ebbs), Ingolstadt (Gelbelsee), Kreuzberg/Rhön, Landshut (Altdorf), München (Olympiaturm), Nennslingen (Büchelberg), Nürnberg, Oberammergau, Ochsenkopf, Passau, Pfänder, Pfaffenhofen, Pfarrkirchen, Pfronten, Regensburg (Hohe Linie), Unterringingen, Untersberg, Wendelstein (Bayrischzell), Würzburg (Frankenwarte) - Berlin: Berlin (Alexanderplatz), Berlin (Scholzplatz) - Brandenburg: Bad Belzig, Booßen, Brandenburg/Havel, Calau, Casekow, Cottbus, Eisenhüttenstadt, Petkus, Pritzwalk, Templin - Bremen: Bremen (Walle), Bremerhaven-Schiffdorf - Hamburg: Hamburg (Moorfleet), Hamburg (Heinrich-Hertz-Turm) - Hessen: Bad Hersfeld (Rimberg), Biedenkopf (Sackpfeife), Fulda (Hummelskopf), Frankfurt (Europaturm), Gelnhausen (Schnepfenkopf), Gießen (Dünsberg), Großer Feldberg, Hardberg, Hohe Wurzel, Hoher Meißner, Kassel (Habichtswald), Mainz-Kastel - Mecklenburg-Vorpommern: Garz (Rügen), Güstrow, Malchin, Neubrandenburg-Süd, Rostock (Toitenwinkel), Röbel, Schwerin (Zippendorf-Gr.Dreesch), Torgelow, Wismar/Rüggow, Züssow - Niedersachsen: Aurich-Popens, Braunschweig (Broitzem), Braunschweig (Drachenberg), Cuxhaven-Stadt, Dannenberg, Göttingen (Bovenden-Osterberg), Hannover (Telemax), Lingen, Lüneburg-Neu Wendhausen, Molbergen-Peheim, Osnabrück (Bramsche-Schleptruper Egge), Hildesheim (Sibbesse), Steinkimmen, Uelzen, Visselhövede, Wilhelmshaven - Nordrhein-Westfalen: Aachen (Karlshöhe), Bielefeld (Hünenburg), Bonn (Venusberg), Dortmund (Florianturm), Düsseldorf (Rheinturm), Eggegebirge, Herscheid, Hochsauerland (Hunau), Hürtgenwald-Großhau, Köln (Colonius), Langenberg, Lügde-Rischenau (Köterberg), Minden (Jakobsberg), Münster (Fernmeldeturm), Schöppingen, Siegen-Süd, Wesel - Rheinland-Pfalz: Bad Kreuznach (Schanzenkopf), Bad Marienberg (Westerwald), Bornberg, Daun (Eifel), Edenkoben (Kalmit), Heckenbach-Schöneberg (Ahrweiler), Idar-Oberstein, Kaiserslautern, Kettrichhof, Koblenz (Kühkopf), Trier (Petrisberg) - Saarland: Merzig-Merchingen, Saarbrücken (Schoksberg) - Sachsen: Chemnitz, Dresden, Geyer, Leipzig, Löbau, Neustadt, Oschatz, Schöneck, Zwickau Ost - Sachsen-Anhalt: Brocken, Burg, Dequede, Petersberg, Pettstädt (Weißenfels), Schneidlingen, Wittenberg - Schleswig-Holstein: Bungsberg, Flensburg, Heide, Helgoland, Hennstedt, Kiel (Kronshagen), Lübeck (Stockelsdorf), Schleswig, Niebüll (Süderlügum), Westerland (Sylt) - Thüringen: Bleßberg (Sonneberg), Erfurt-Hochheim, Gera, Inselsberg, Jena (Oßmaritz), Kulpenberg, Saalfeld (Remda), Lobenstein (Sieglitzberg), Weimar (Ettersberg) |
| 10A Unterfranken (D__00308) | DAB-Block des Bayerischen Rundfunks - Bayern 1 (Mainfranken) (96 kbps) - Bayern 1 (Schwaben) (96 kbps) - BR24live (64 kbps, Mono) - Radio Teddy (72 kbps) - egoFM (72 kbps) - Gong Würzburg (72 kbps) - Charivari Würzburg (72 kbps) - Radio Primavera (72 kbps) - Galaxy Aschaffenburg (72 kbps) - Primaton (72 kbps) - Radio Hashtag+ (72 kbps) - Arabella Bayern (96 kbps) - Rock Antenne Bayern (72 kbps) - BR EPG (8 kbps)                                                        | 25       | ND                                          | V                                         | Alzenau-Hahnenkamm, Burgsinn, Dettelbach, Ebern, Gemünden, Hammelburg, Kreuzberg, Miltenberg-Wenschdorf, Neustadt am Main, Obernburg am Main, Ostheim/Heidelberg, Pfaffenberg, Schweinfurt (Schonungen), Volkach, Wertheim, Würzburg (Frankenwarte), Zeil am Main |
| 11D BR Bayern (D__00165)    | DAB-Block des Bayerischen Rundfunks - Bayern 1 (Oberbayern) (96 kbps) - Bayern 1 (Niederbayern/Oberpfalz) (96 kbps) - Bayern 1 (Franken) (96 kbps) - Bayern 2 (96 kbps) - Bayern 3 (96 kbps) - BR-Klassik (144 kbps) - BR24 (72 kbps, Mono) - BR Schlager (96 kbps) - Puls (96 kbps) - BR Heimat (128 kbps) - BR Verkehr (16 kbps, Mono) - Antenne Bayern (80 kbps) - BR EPG (8 kbps Daten) - ARD TPEG (24 kbps)                                                                       | 10       | ND                                          | V                                         | - Unterfranken: Alzenau (Hahnenkamm), Burgsinn (Main-Spessart), Dettelbach, Ebern, Gemünden, Hammelburg, Kreuzberg (Rhön), Miltenberg-Wenschdorf, Neustadt am Main, Obernburg am Main, Ostheim/Heidelberg, Pfaffenberg (Aschaffenburg), Schweinfurt (Schonungen), Volkach, Wertheim, Würzburg (Frankenwarte), Zeil am Main - Oberfranken: Bad Steben, Bamberg (Geisberg), Burgwindheim (geplant), Coburg (Eckardtsberg), Hof (Labyrinthberg), Kronach, Kulmbach, Ludwigsstadt (Ebersdorf), Ochsenkopf (Fichtelgebirge), Pegnitz - Mittelfranken: Büttelberg, Hesselberg, Hersbruck, Nürnberg (Fernmeldeturm), Rothenburg ob der Tauber, Treuchtlingen, Weißenburg - Oberpfalz: Altenstadt, Amberg (Hirschau), Amberg-Süd, Dillberg (Neumarkt), Fuchsmühl, Geigant, Hoher Bogen (Furth im Wald), Hohe Linie (Regensburg), Kallmünz (geplant), Pfreimd, Schönsee (Drechselberg), Weigendorf - Niederbayern: Brotjacklriegel, Deggendorf (Aletsberg), Dingolfing, Einödriegel, Kelheim, Landshut (Altdorf), Mainburg, Mallersdorf-Pfaffenberg, Oberfrauenwald, Passau (Kühberg), Pfarrkirchen, Rattenberg, Rotthalmünster, Viechtach (Weigelsberg) (geplant), Vilsbiburg - Schwaben: Augsburg (Hotelturm), Augsburg (Welden), Balderschwang (Oberberg), Grünten, Hühnerberg (Harburg), Markt Wald, Memmingen, Pfänder (Vorarlberg), Pfronten (Breitenberg), Ulm (Kuhberg) - Oberbayern: Bad Tölz (Gaißach), Berchtesgaden (Jenner), Eichstätt, Fürstenfeldbruck (Schöngeising), Gelbelsee, Herzogstand (Fahrenbergkopf), Hochberg (Traunstein), Hohenpeißenberg, Inntal (Ebbs), Isen, München-Freimann, München-Ismaning, München (Olympiaturm), Neuötting, Oberammergau (Laber), Pfaffenhofen (Wolfsberg), Pfaffenhofen (BR), Reit im Winkl, Untersberg (Salzburg), Tegernseer Tal (Wallberg), Wasserburg am Inn (Koblberg), Wendelstein (Bayrischzell) |

### Digitales Fernsehen (DVB-T2)
Die DVB-T2-Ausstrahlungen laufen seit dem 8. November 2017 und sind im Gleichwellenbetrieb (Single Frequency Network) mit anderen Sendestandorten.
| Kanal | Frequenz (in MHz) | Multiplex         | Programme im Multiplex | ERP (in kW) | Antennen- diagramm rund (ND)/ gerichtet (D) | Polari- sation horizontal (H)/ vertikal (V) | Modulations- verfahren | FEC | Guard- intervall | Bitrate (in MBit/s) | SFN                                                  |
| ----- | ----------------- | ----------------- | --- | ----------- | ------------------------------------------- | ------------------------------------------- | ---------------------- | --- | ---------------- | ------------------- | ---------------------------------------------------- |
| 26    | 514               | ZDFmobil          | - ZDF HD - 3sat HD - KiKA HD - ZDFinfo HD - ZDFneo HD - Freenet TV connect 1)                                                                                         | 50          | ND                                          | H                                           | 64-QAM                 | 3/5 | 19/128           | 22                  | Sender Pfaffenberg, Sender Heidelstein, Frankenwarte |
| 36    | 594               | ARD Digital (BR)  | - Das Erste HD - Arte HD - One HD - Phoenix HD - tagesschau24 HD - NDR Fernsehen HD (Niedersachsen)                                                                   | 100         | ND                                          | H                                           | 64-QAM                 | 3/5 | 19/128           | 21,56               | Sender Pfaffenberg, Frankenwarte, Sender Kreuzberg   |
| 43    | 650               | ARD regional (BR) | - BR Fernsehen Nord HD - ARD-alpha HD - hr-fernsehen HD - MDR Thüringen HD - rbb Berlin HD - BR Fernsehen Süd HD 2) - SWR Fernsehen BW HD - WDR HD Köln (Internet) 3) | 100         | ND                                          | H                                           | 64-QAM                 | 3/5 | 19/128           | 21,56               | Sender Pfaffenberg, Frankenwarte, Sender Kreuzberg   |

### Digitales Fernsehen (DVB-T)
Die DVB-T-Ausstrahlungen auf dem neuen BR-Sendetum liefen vom 25. November 2008 bis zum 8. November 2017 und wurden im Gleichwellenbetrieb (Single Frequency Network) mit anderen Sendestandorten ausgestrahlt.
| Kanal | Frequenz (in MHz) | Multiplex                    | Programme im Multiplex                                                                 | ERP (in kW) | Antennendiagramm rund (ND)/ gerichtet (D) | Polarisation horizontal (H)/ vertikal (V) | Modulations- verfahren | FEC | Guard- intervall | Bitrate (in MBit/s) | SFN                                                      |
| ----- | ----------------- | ---------------------------- | -------------------------------------------------------------------------------------- | ----------- | ----------------------------------------- | ----------------------------------------- | ---------------------- | --- | ---------------- | ------------------- | -------------------------------------------------------- |
| 36    | 594               | ARD Digital (BR)             | - Das Erste (BR) - ARTE - Phoenix - One                                                | 100         | ND                                        | H                                         | 16-QAM (8k-Modus)      | 2/3 | 1/4              | 13,27               | Pfaffenberg, Kreuzberg (Rhön)                            |
| 46    | 674               | ARD regional (BR) Nordbayern | - Bayerisches Fernsehen (Franken) - ARD-alpha - MDR Fernsehen Thüringen - hr-fernsehen | 100         | ND                                        | H                                         | 16-QAM (8k-Modus)      | 2/3 | 1/4              | 13,27               | Pfaffenberg, Kreuzberg                                   |
| 25    | 506               | ZDFmobil                     | - ZDF - 3sat - ZDFinfo - KiKA (6–21 Uhr) / ZDFneo (21–6 Uhr)                           | 50          | ND                                        | H                                         | 16-QAM (8k-Modus)      | 2/3 | 1/4              | 13,27               | Pfaffenberg, Heidelstein (Rhön), Frankenwarte (Würzburg) |

Es war aber bereits zuvor an manchen Orten des Versorgungsbereichs des Senders Pfaffenbergs möglich, bayerisches DVB-T vom Standort Kreuzberg zu empfangen, ebenfalls in horizontaler Polarisation. Ebenso ist der Empfang von DVB-T aus dem hessischen Rhein-Main-Gebiet sehr gut möglich, von dort auch mit den Privatsendergruppen RTL und ProSieben-Sat.1, sowie einem gemischten Privatbouquet, das auch Tele 5 enthält. Um Aschaffenburg herum reicht zum Teil eine Zimmer- oder Außenantenne. Eine vertikal auf den Standort Großer Feldberg im Taunus ausgerichtete Dachantenne ist aber die beste Lösung.

### Analoges Fernsehen (PAL)
Bis zur Umstellung auf DVB-T diente der Senderstandort weiterhin für analoges Fernsehen:
| Kanal | Frequenz (in MHz) | Programm       | ERP (in kW) | Antennendiagramm rund (ND)/ gerichtet (D) | Polarisation horizontal (H)/ vertikal (V) |
| ----- | ----------------- | -------------- | ----------- | ----------------------------------------- | ----------------------------------------- |
| 59    | 775,25            | Das Erste (BR) | 100         | ND                                        | H                                         |

Die Programme ZDF und Bayerisches Fernsehen kamen ebenso in analoger Ausstrahlung vom Sender Breitsol im Spessart.
Seit 25. November 2008 ist das analoge Fernsehen an diesem Standort sowie am Geiersberg außer Betrieb.